# Distilleria di Barletta
L'ex Distilleria di Barletta  è stata una distilleria situata a Barletta; il complesso è in attesa di una ristrutturazione ed esiste un progetto per farla diventare una "cittadella della musica concentrazionaria".

## Storia e descrizione
La distilleria nacque nel 1882,  periodo in cui Barletta iniziava a conoscere l'industrializzazione. 
Nello stesso periodo, infatti, Giuseppe Candiani creava sempre a Barletta un opificio per la produzione di acido tartarico.
Nel 1897 l'impianto fu venduto alla Società Italiana degli Alcool che lo amplio' e successivamente lo trasformo' in una distilleria. Cessò di funzionare nel 1973. 
L'impianto è composto da 3 fabbricati e un deposito. 
Dal 2017 è in attesa di ospitare la sede dell'Istituto di letteratura musicale concentrazionaria Francesco Lotoro